# Gaiole in Chianti
Gaiole in Chianti ist eine italienische Gemeinde  mit 2504 Einwohnern (Stand 31. Dezember 2023) in der Provinz Siena in der Region Toskana.

## Geografie

Lage von Gaiole in Chianti in der Provinz Siena

Die Gemeinde liegt etwa 40 km südöstlich von Florenz und etwa 15 km nordöstlich von Siena im Chianti-Gebiet und im Weinbaugebiet des Chianti Classico. Der Ort erstreckt sich über ca. 129 km² und liegt in der klimatischen Einordnung italienischer Gemeinden in der Zone D 1 958 GR/G. Im südlichen Gemeindegebiet entspringt der Fluss Ambra (5 km im Gemeindegebiet), zudem wird das Gemeindegebiet von dem Arbia (6 km) und dem Torrente Massellone (12 km) durchquert.
Gaiole in Chianti besteht aus den Ortsteilen Adine (525 m, ca. 15 Einwohner), Badia a Coltibuono, Barbischio (454 m, ca. 30 Einwohner), Casanova d’Ama (505 m, ca. 20 Einwohner), Castagnoli (505 m, ca. 90 Einwohner), (Il) Colle (408 m, ca. 30 Einwohner), Galenda (485 m, ca. 15 Einwohner), Lecchi in Chianti (auch Lecchi di Gaiole, 421 m, ca. 110 Einwohner), Lucignano (619 m, ca. 15 Einwohner), (La) Madonna (450 m, ca. 20 Einwohner), Montegrossi (639 m, ca. 25 Einwohner), Monti (380 m, ca. 240 Einwohner), Nusenna (561 m, ca. 40 Einwohner), Poggio San Polo (527 m, ca. 30 Einwohner), Rietine (468 m, ca. 50 Einwohner), San Giusto alle Monache (305 m, ca. 25 Einwohner), San Martino al Vento (485 m, ca. 40 Einwohner), San Regolo (462 m, ca. 65 Einwohner), San Sano (391 m, ca. 70 Einwohner), San Vincenti (520 m, ca. 10 Einwohner) und Vertine (505 m, ca. 30 Einwohner).
Die Nachbargemeinden sind Bucine (AR), Castelnuovo Berardenga, Cavriglia (AR), Montevarchi (AR) und Radda in Chianti.

## Geschichte
Erstmals erwähnt wurde der Ortsname Gaiole im 11. Jahrhundert. Im 12. (als Mercato di Gajole oder auch Mercato di Barbistio) und 13. Jahrhundert entwickelte sich der Ort zum Marktplatz der vielen Burgen, die um den heutigen Hauptort liegen, und lag im Einflussbereich der Republik Florenz. Im gleichen Jahrhundert wurde der Ort neben Castellina in Chianti und Radda in Chianti einer der drei Hauptorte der Lega del Chianti, die von der Republik Florenz kurz vor oder nach der Schlacht von Montaperti (1260) gegründet wurden, um die territorialen Ansprüche von Florenz zu schützen. Ab 1400 bis zur Niederlage von Siena 1555 diente der Ort als Militärlager der Florentiner an der Außengrenze zur Republik Siena und wurde mehrfach angegriffen, wie 1478, als die Truppen von Ferdinand I. den Ort mit Siena kurzzeitig einnahmen. Nach der Niederlage von Siena verlor der Ort an Bedeutung als Marktplatz an der Grenze (zu Siena). Unter Großherzog Leopold I. entstand 1774 die heutige Gemeinde, und kurz nach der Napoleonischen Besetzung wurde der Markt aufgelöst. Nach der Abstimmung zur Einheit Italiens 1860 (wobei in Gaiole nur ca. ein Drittel der Wahlberechtigten abstimmte, davon 310 für und 187 gegen die Einheit) wurde der Ort Teil der Provinz Siena.

## Bevölkerungsentwicklung

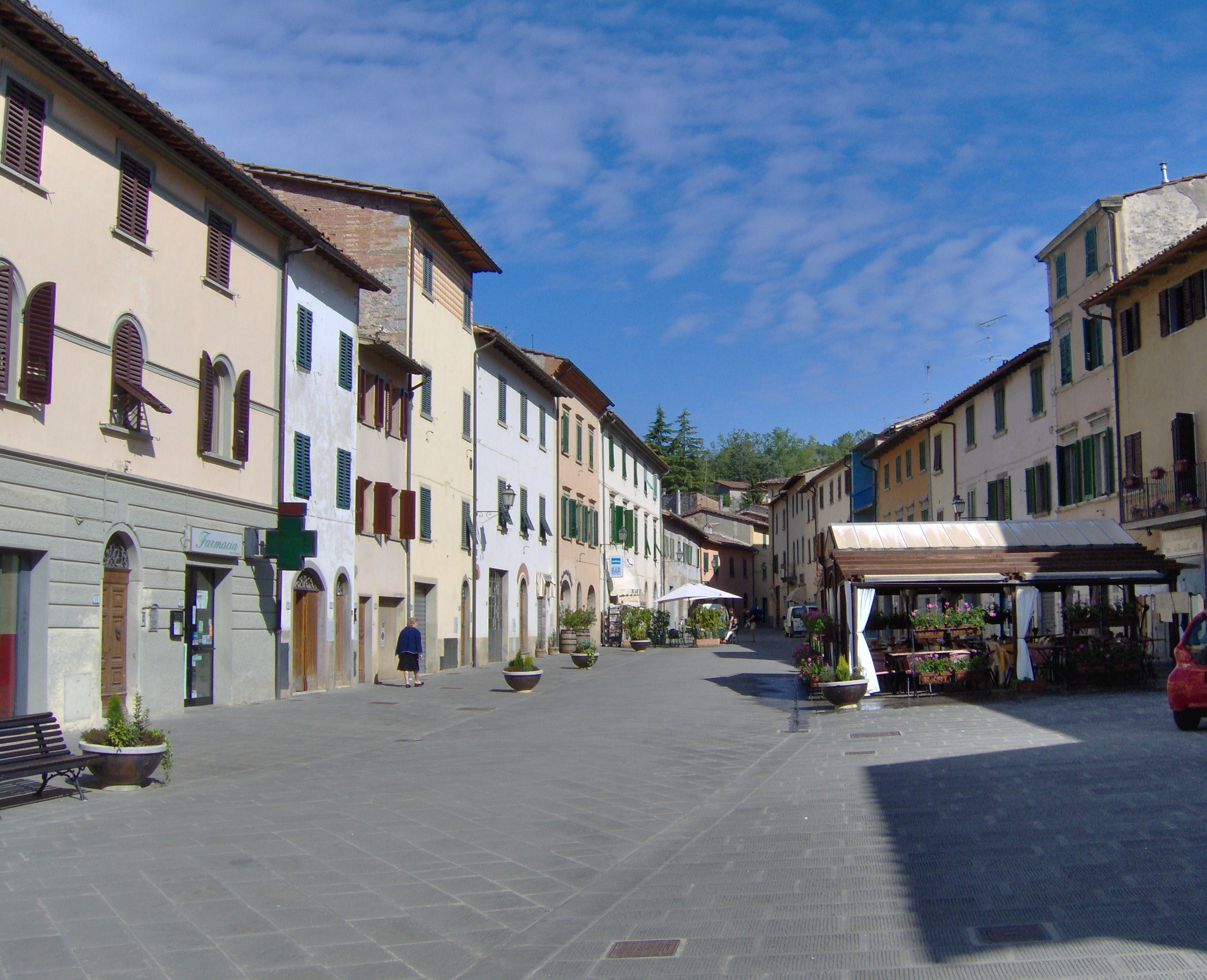
Die Via Bettino Ricasoli im Ortszentrum von Gaiole (der ehemalige Marktplatz)

## Sehenswürdigkeiten

### Burgen
- Castello di Ama, erstmals 1219 als castello curte erwähnte Burg. Wurde im Konflikt zwischen Siena und Florenz 1553–1555 erheblich beschädigt und später in eine Villa umgebaut.[10]
- Castello di Barbischio, heutige Burgruine im Ortsteil Barbischio. Gehörte den Ricasoli und den Guidi. Erlitt erhebliche Schäden 1230, als Siena den Ort belagerte.[5]
- Castello di Brolio, Burg im Ortsteil San Regolo (533 m[7]), Besitz der Familie Ricasoli, der auch Bettino Ricasoli entstammt. Erstmals im 12. Jahrhundert erwähnt.[5]
- Castello di Cacchiano, erstmals im 11. Jahrhundert erwähnte Burg.[5]
- Castello di Castagnoli, erstmals 1098 als curte et castello erwähnt.[5]
- Castello di San Donato in Perano, Burg aus dem 11. Jahrhundert zwischen Gaiole, Vertine und Radda. Gehörte vom 16. bis zum 19. Jahrhundert den Strozzi und beherbergt heute einen Weinbaubetrieb.[5]
- Castello di Lecchi, auch Castello di Monteluco a Lecchi oder Monteluco di Lecchi, erstmals 998 erwähnte Burg im Ortsteil Lecchi.[5]
- Castello di Lucignano, erstmals im 10. Jahrhundert erwähnte Burg.[5]
- Castello di Meleto, Burg aus dem 11. Jahrhundert. Gehörte ab der Mitte des 13. Jahrhunderts bis 1969 den Ricasoli. 1736 wurde die Burg unter Giovanni Francesco Ricasoli zu einer Villa umgebaut, das kleine Theater innerhalb der Villa entstand 1742.[11]
- Castello di Montegrossoli, Burgruine nahe dem Ortsteil Montegrossi und Coltibuono. Die mittelalterliche Burg wurde erstmals 1172 zerstört. Nach dem Wiederaufbau wurde sie abermals 1530 von den Truppen von Karl V. zerstört und danach nicht wieder aufgebaut.[5]
- Castello di Tornano, Burg in Tornano.
- Castello di Vertine, bereits 997 erwähnte Burg. Gehörte später der Familie Ricasoli.[5]

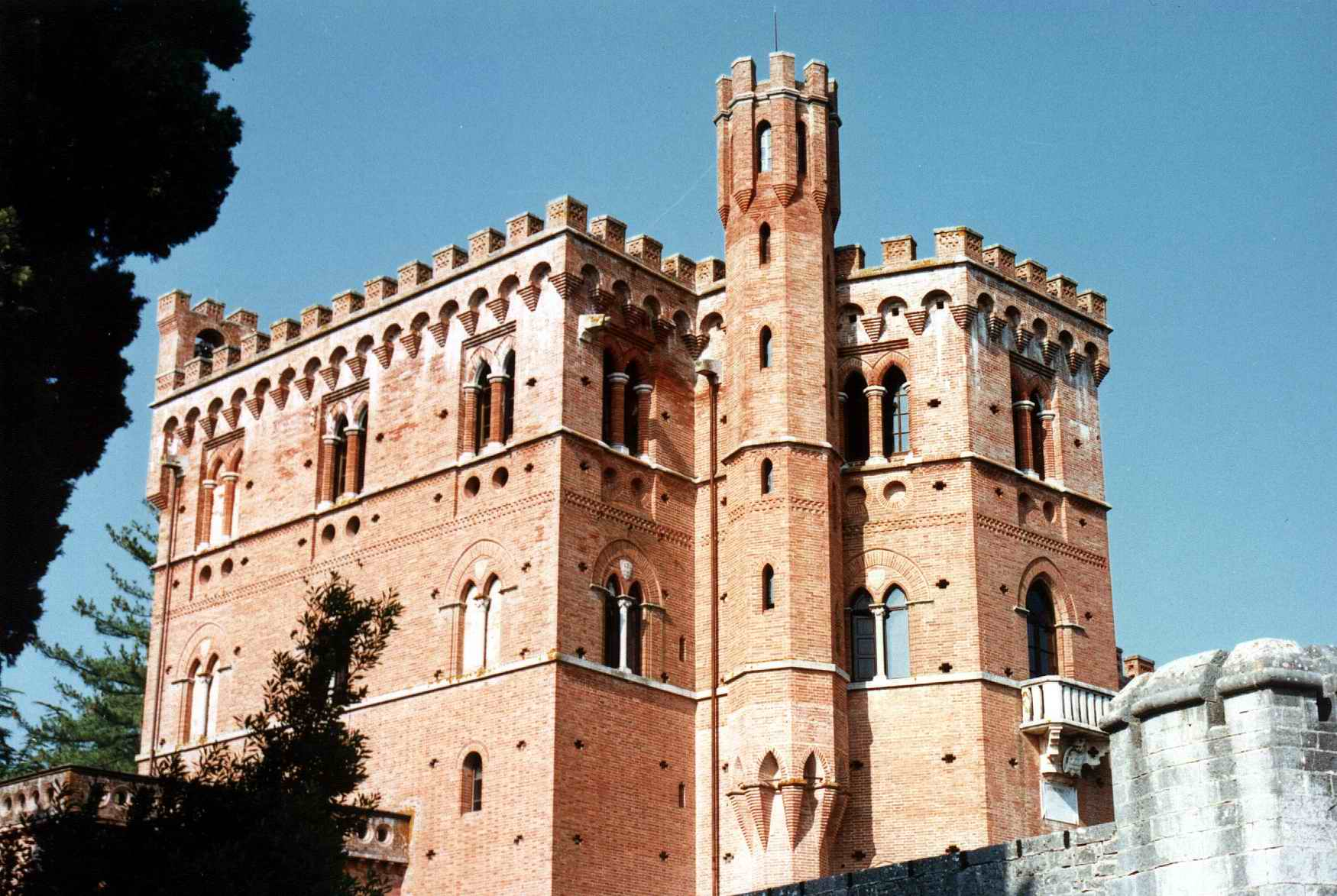
Castello di Brolio
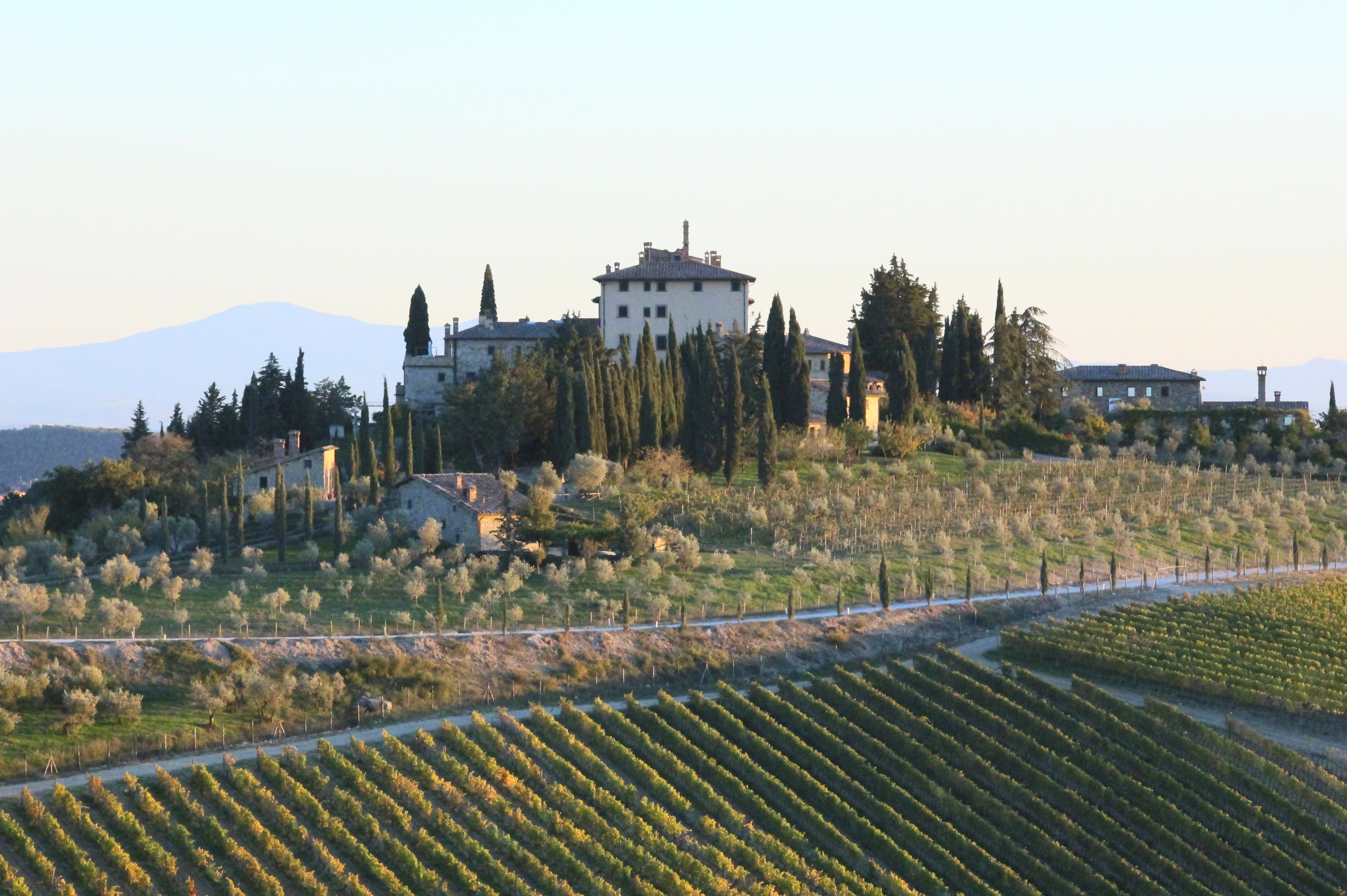
S. Donato in Perano
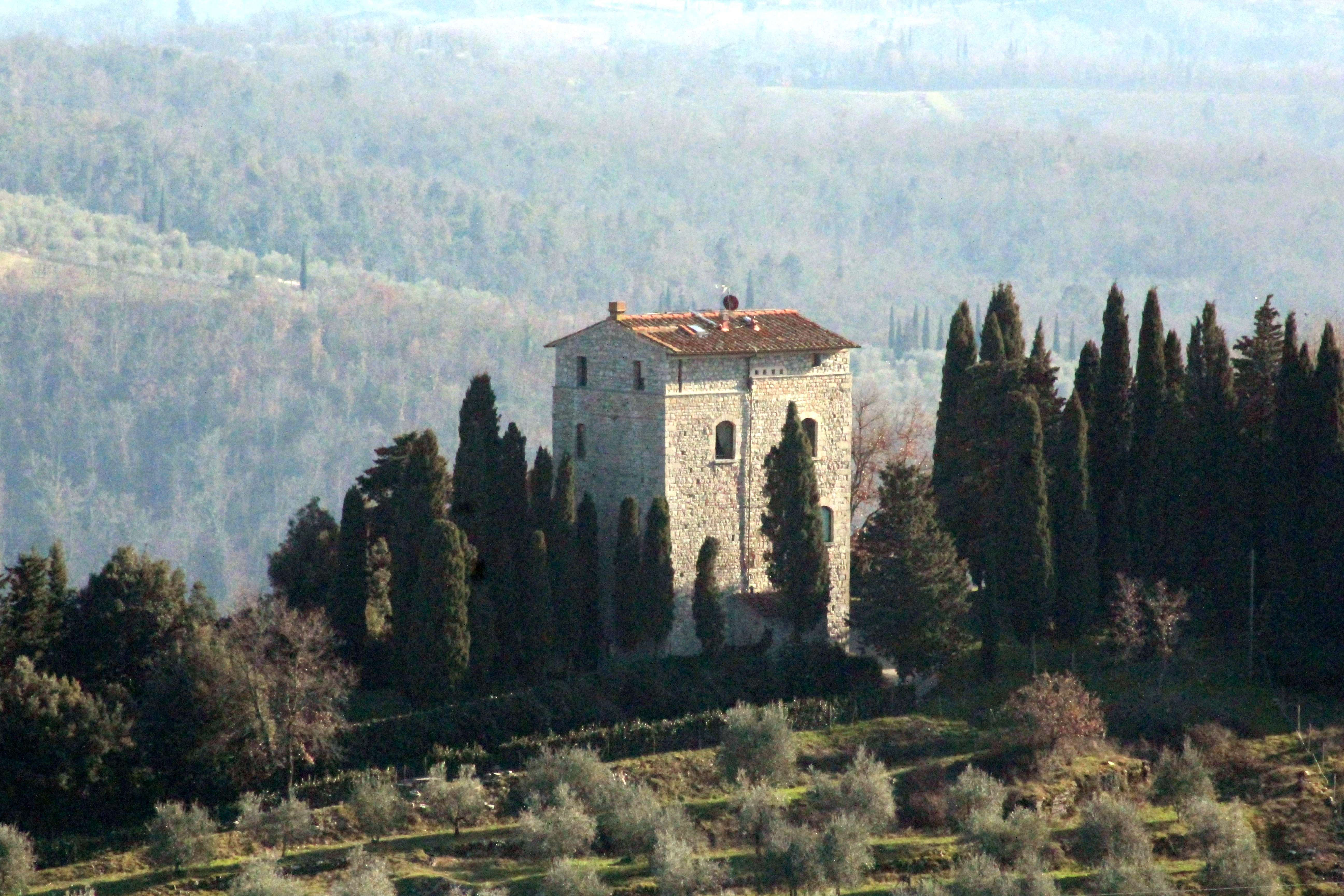
Castello di Lecchi
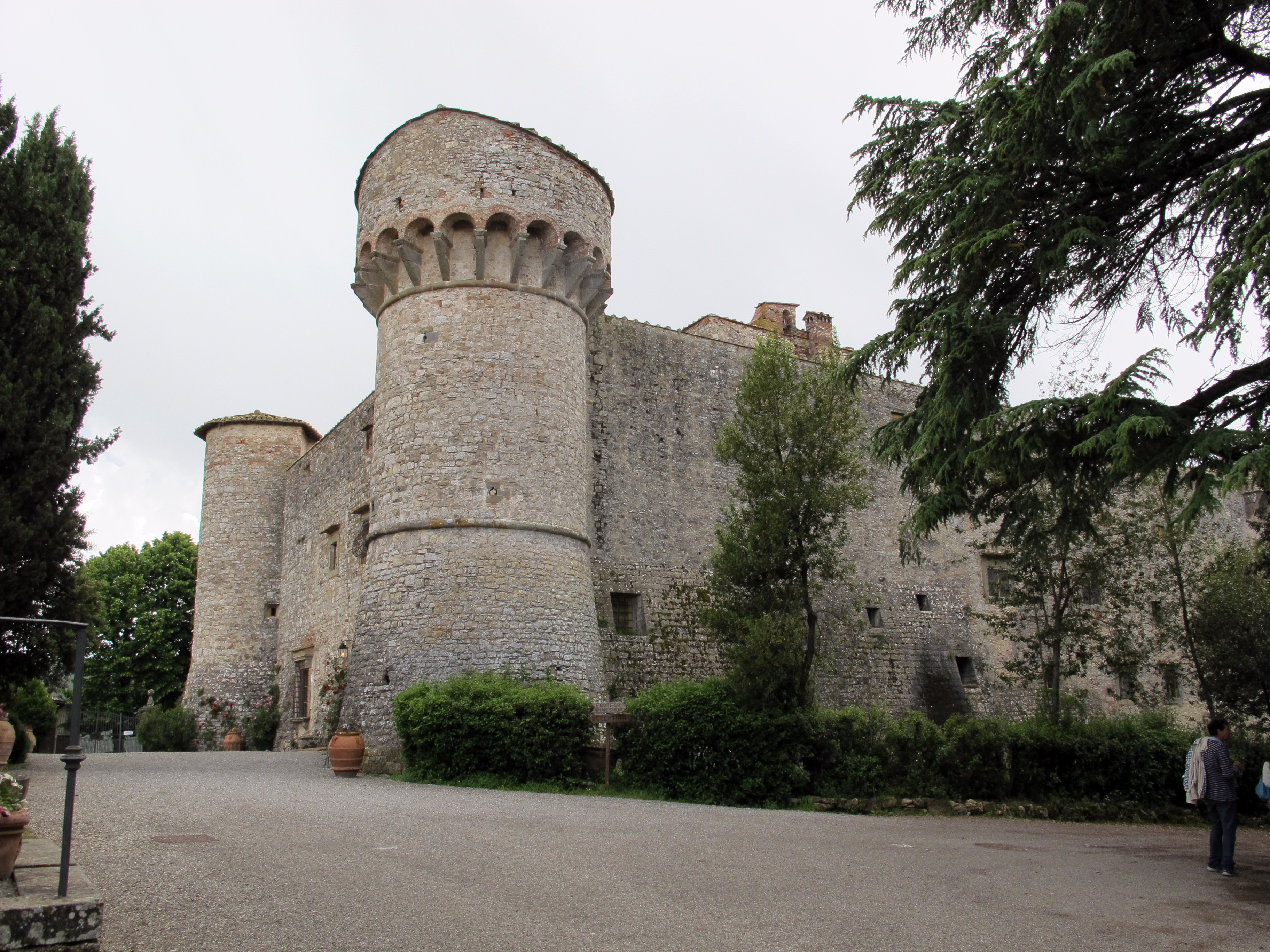
Castello di Meleto
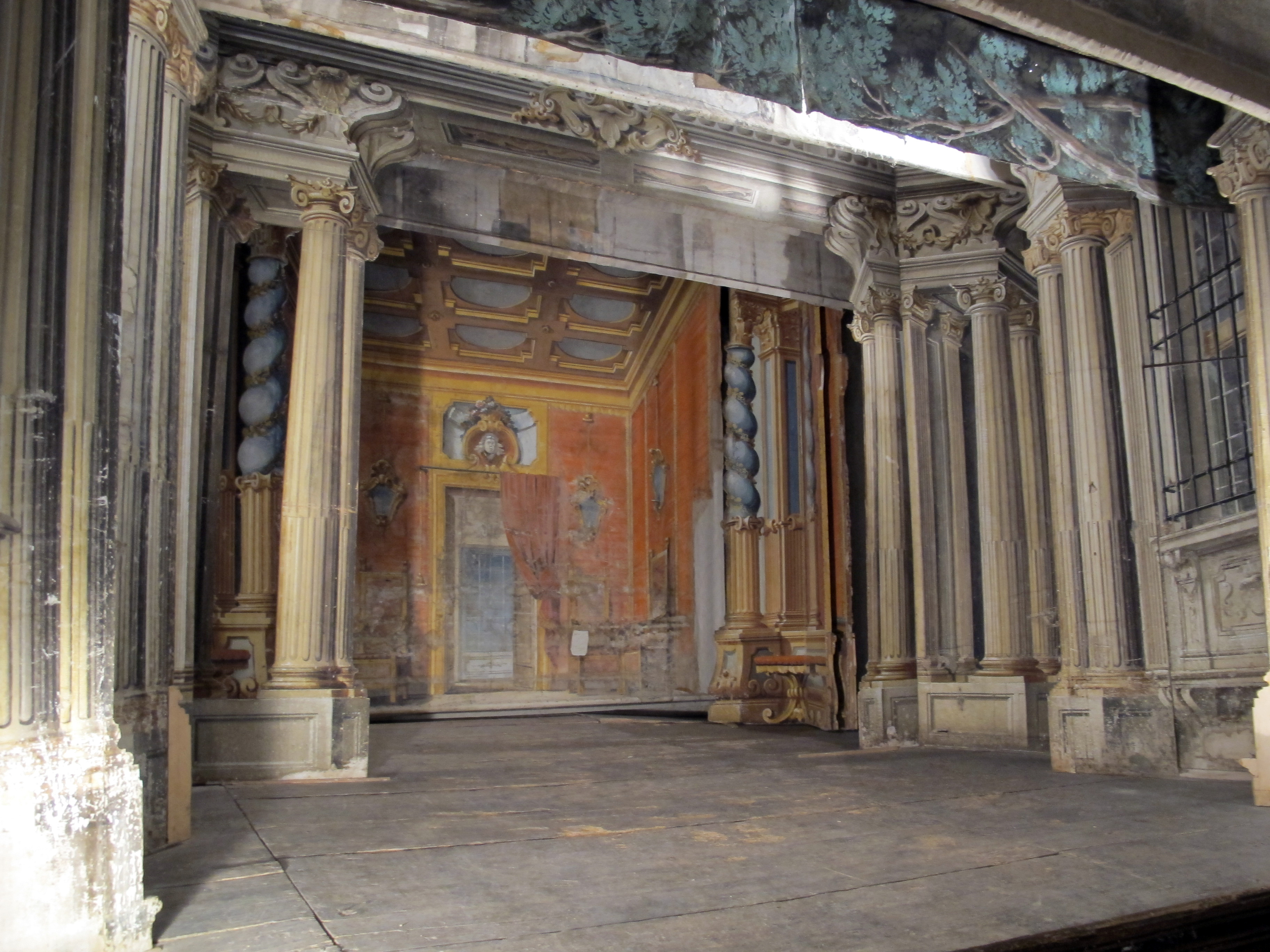
Im Teatrino di Meleto
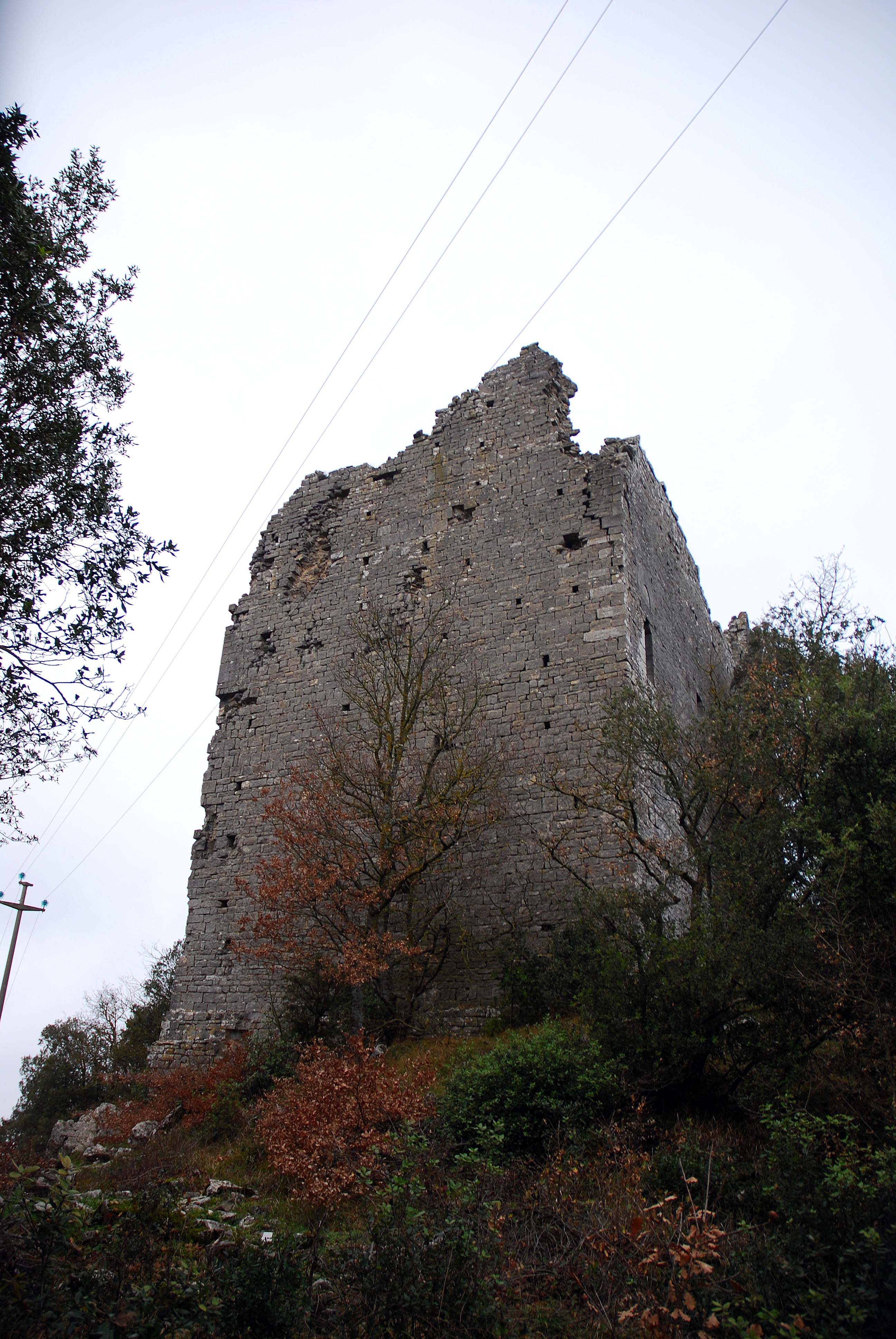
Ruine Montegrossoli
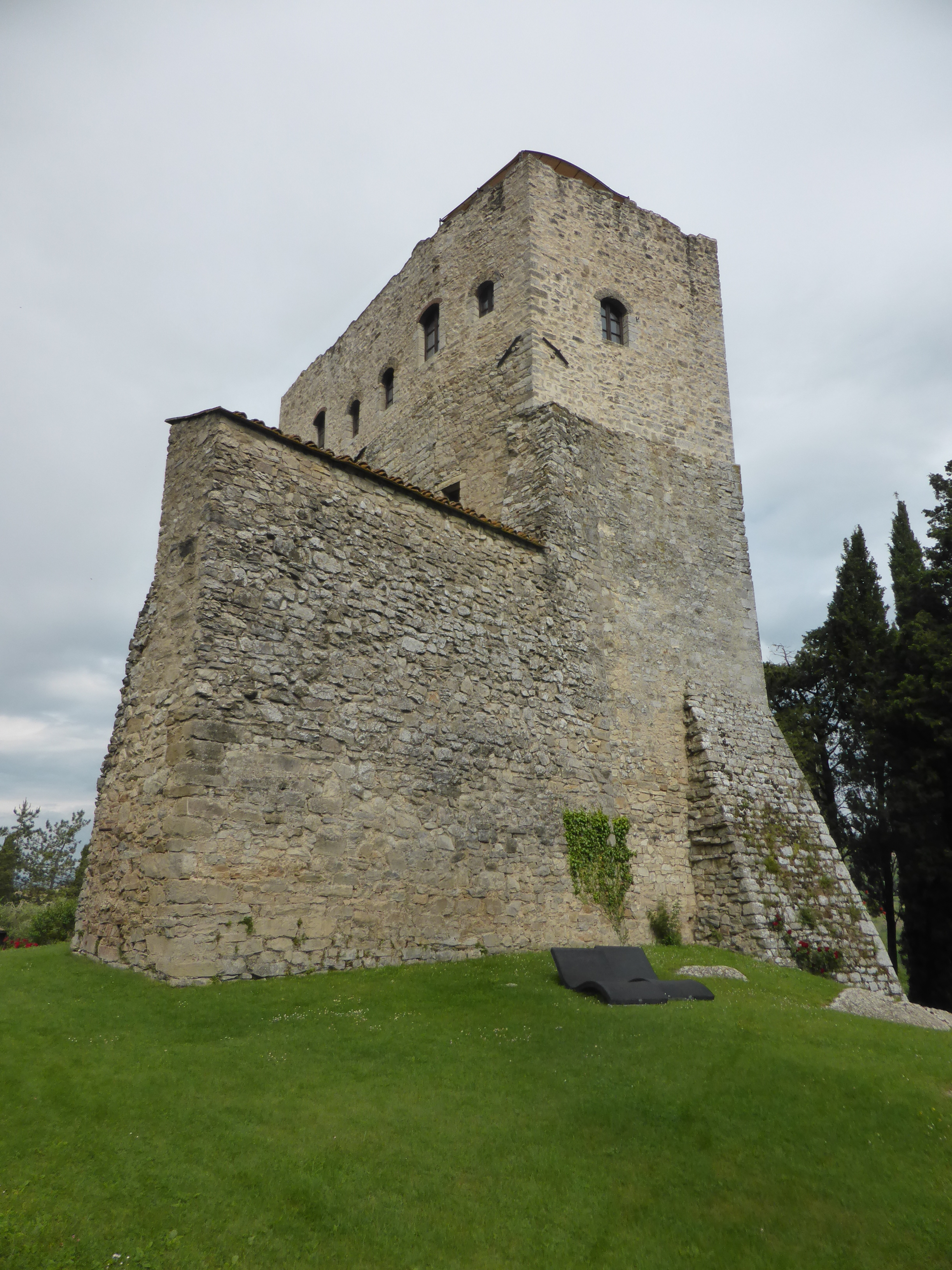
Castello di Tornano
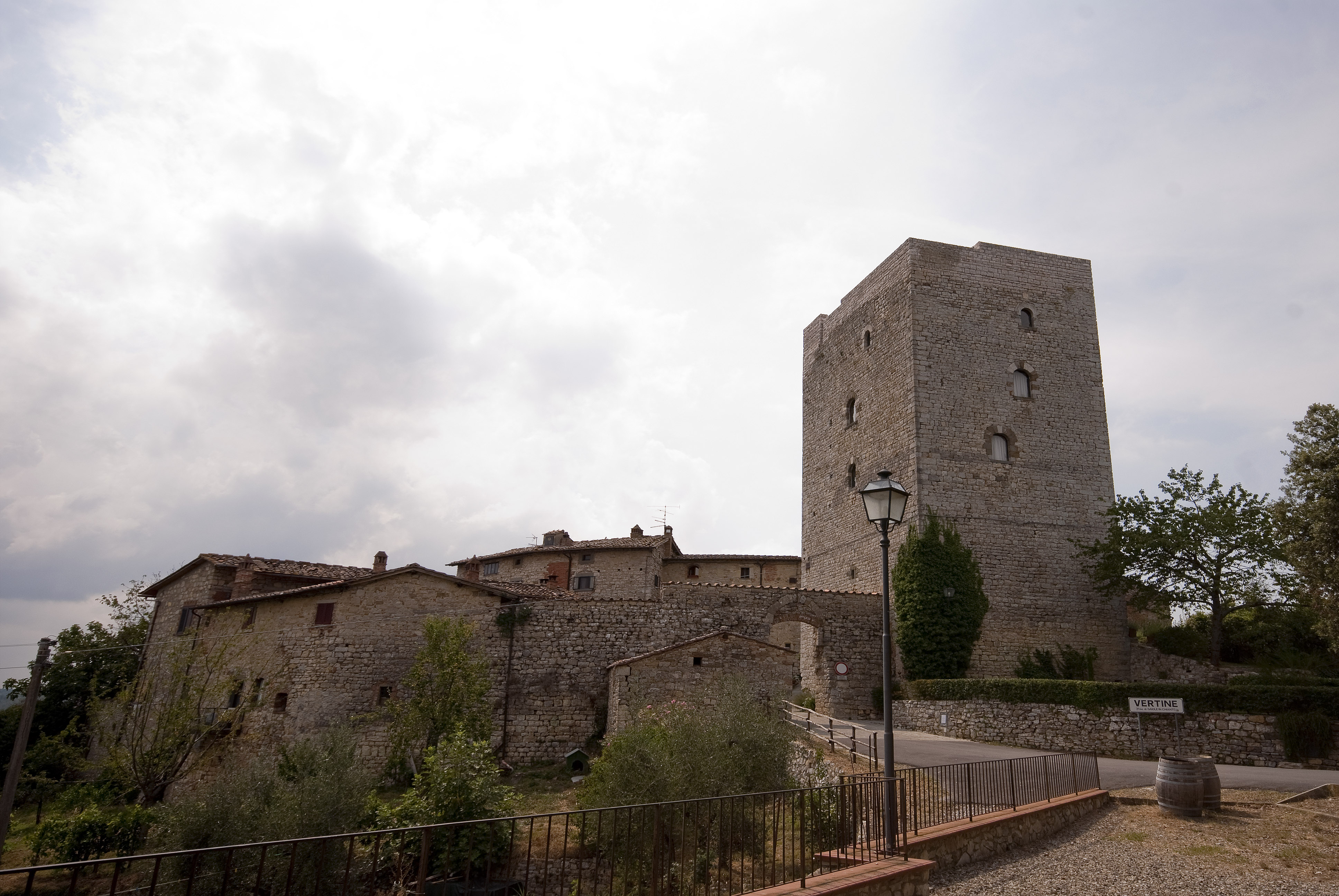
Castello di Vertine

### Kirchen und Klöster

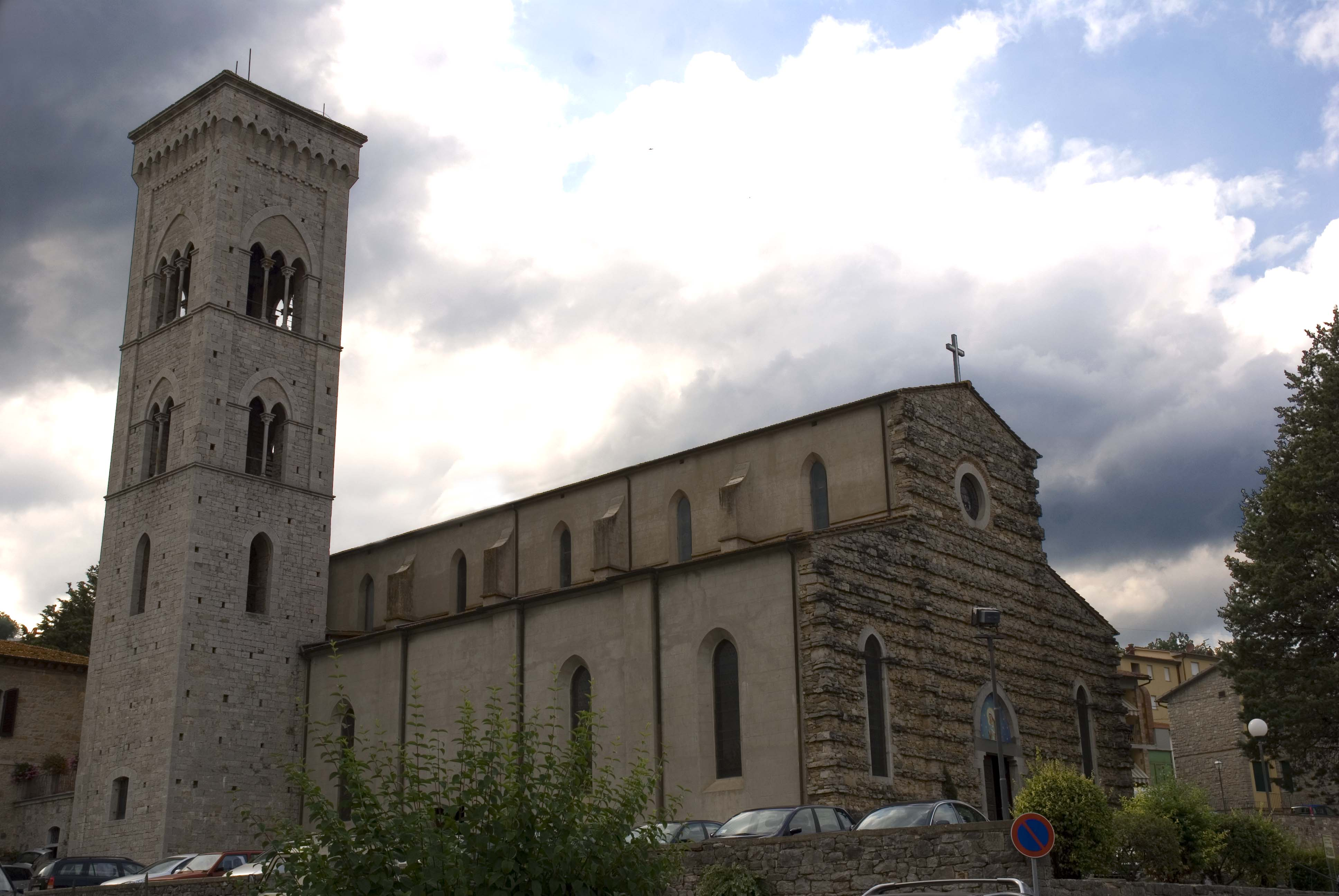
Die Kirche San Sigismondo, heutige Hauptkirche der Gemeinde nahe dem Ortskern

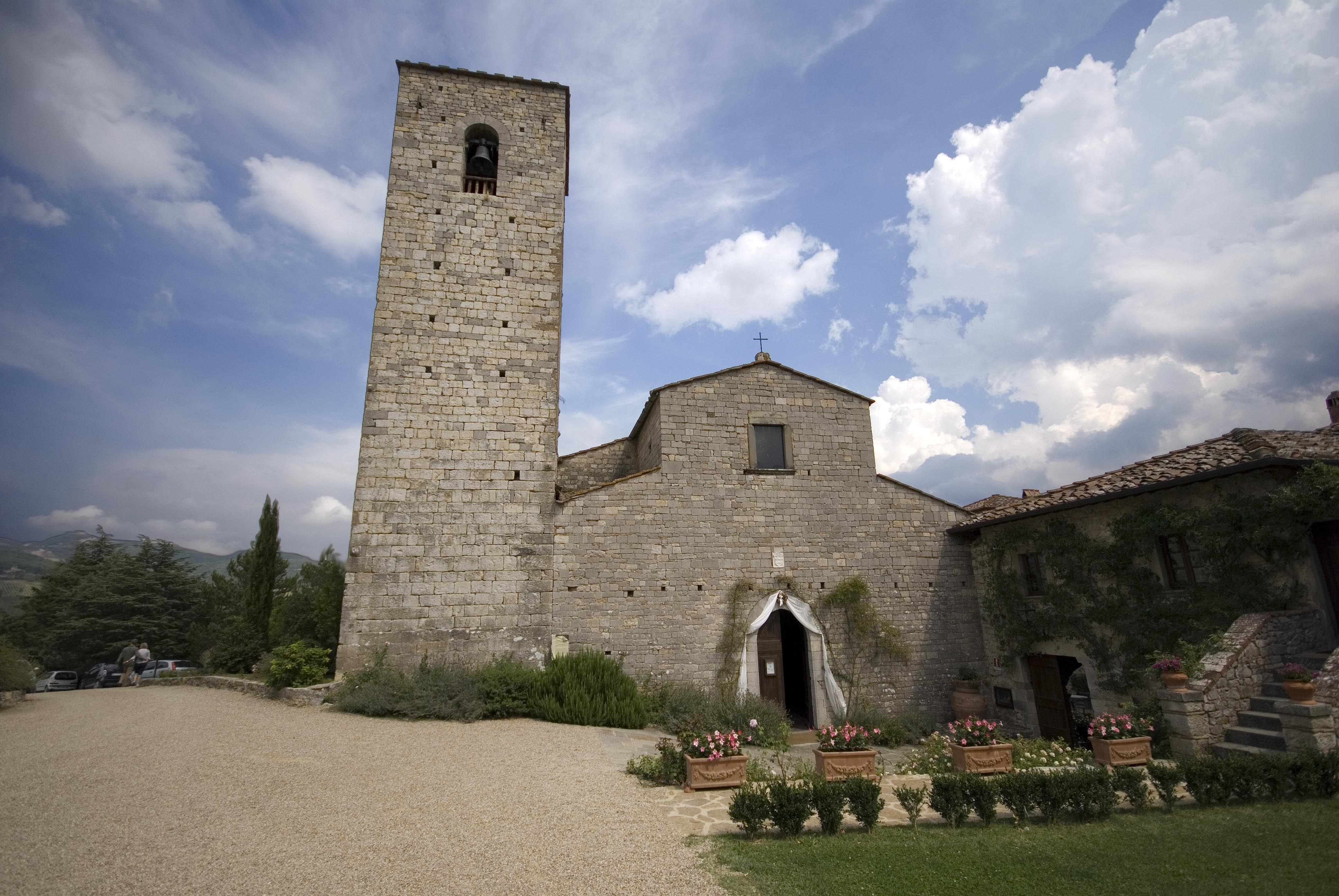
Die Pieve a Spaltenna nahe dem Ortskern

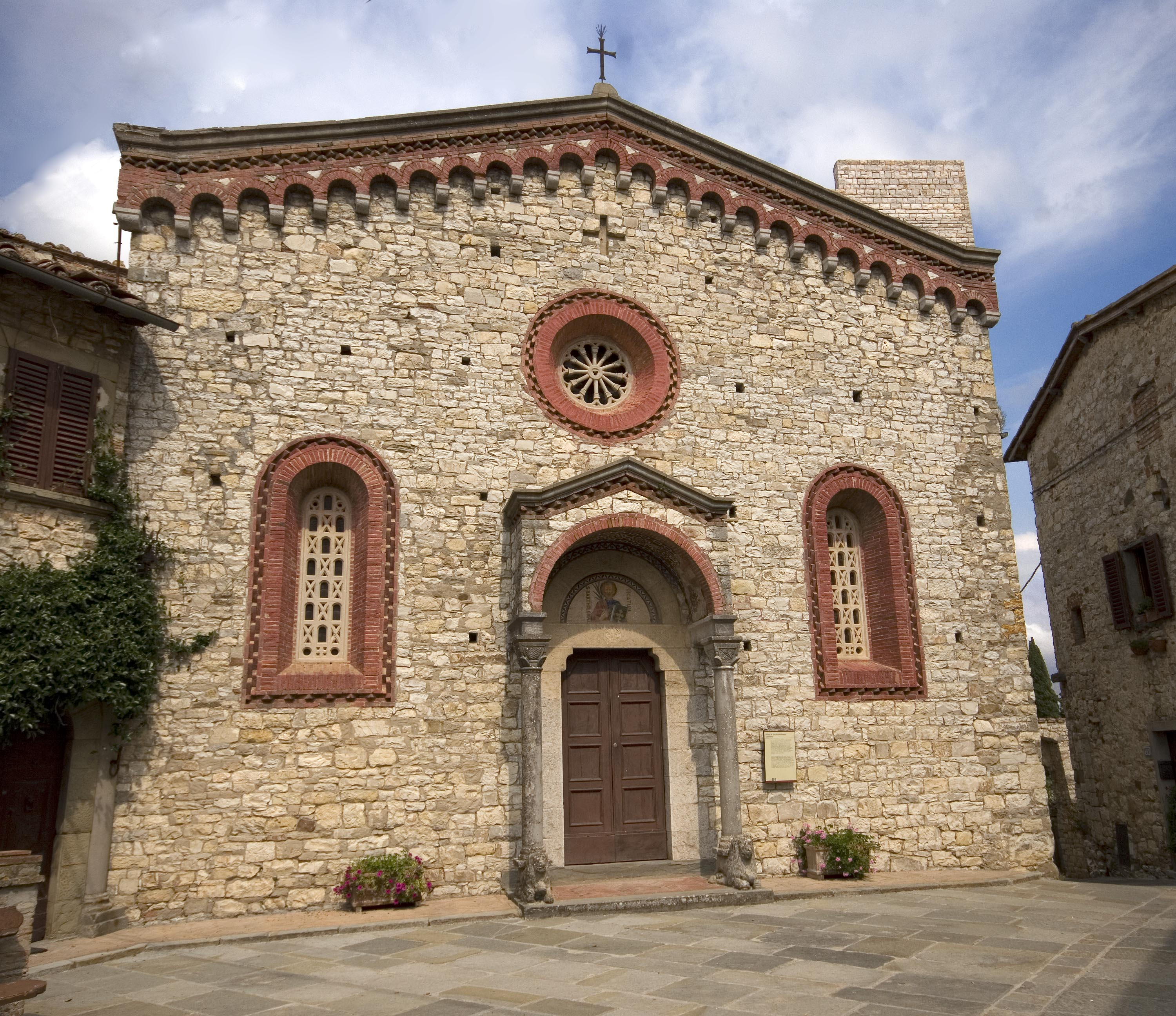
Chiesa di San Bartolomeo im Ortsteil Vertine

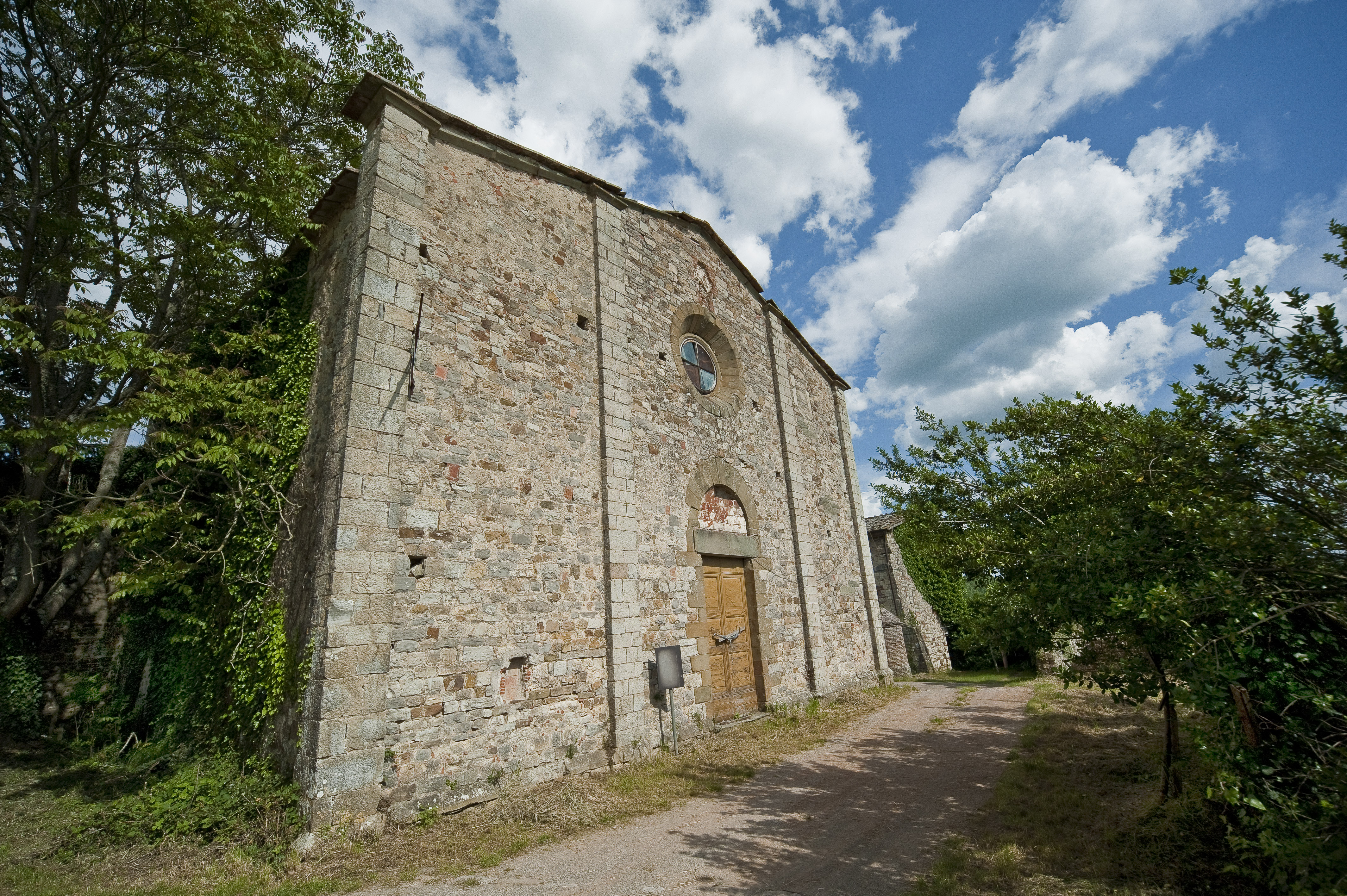
Chiesa di San Pietro in Avenano

- San Sigismondo, Kirche im Hauptort, die 1959 geweiht wurde.[12]
- Badia a Coltibuono, Kloster
- Pieve di San Giusto in Salcio, bereits 1018 erwähnte Pieve.[5]
- Pieve di San Marcellino, Kirche im Ortsteil Monti, die bereits im 11. Jahrhundert erwähnt wurde.[12]
- Pieve di Santa Maria a Spaltenna, Pieve, die erstmals im 12. Jahrhundert erwähnt wird.[13]
- Pieve di San Polo in Rosso, Pieve, die erstmals 1070 in den Dokumenten der Badia a Coltibuono erwähnt wurde.[5]
- Pieve di San Vincenti, Kirche aus dem 7. Jahrhundert, die erstmals 1104 als Pieve erwähnt wurde.[12]
- Sant’Andrea, Kirche im Ortsteil Adine, die wahrscheinlich aus dem 12. Jahrhundert stammt.[14]
- San Bartolomeo a Vertine, Kirche aus dem 11. Jahrhundert im Ortsteil Vertine, enthielt die Werke Madonna dei Raccomandati von Simone Martini und Madonna col Bambino e i Santi Bartolomeo, Giovanni Evangelista, Maddalena e Antonio abate (1430 entstanden) von Bicci di Lorenzo. Beide Gemälde befinden sich heute in der Pinacoteca Nazionale di Siena.[12]
- San Cristofano a Lucignano, Kirche der Burg in Lucignano
- Santi Giusto e Clemente a Nusenna, Kirche im Ortsteil Nusenna
- San Jacopo a Barbischio, Kirche im Ortsteil Barbischio
- San Lorenzo, Kirche im Ortsteil Ama
- San Lorenzo a Mello
- San Marcellino in Colle, Kirche außerhalb des Ortsteils Monti
- Santa Maria, Kirche im Ortsteil Rietine
- San Martino, Kirche im Ortsteil San Martino al Vento
- San Martino, Kirche im Ortsteil Lecchi, am Ende des 13. Jahrhunderts erwähnte Kirche.[15]
- San Martino a Starda, Kirche in Starda.
- San Pietro in Avenano, bereits im 10. Jahrhundert dokumentierte Kirche, enthielt das Werk Madonna tra i Santi Vincenzo, Pietro, Paolo e Lorenzo von Luca di Tommè (heute in der Pinacoteca Nazionale di Siena).[12]
- Santi Pietro e Paolo a Castagnoli, Kirche kurz außerhalb von Castagnoli
- San Regolo, Kirche im Ortsteil San Regolo
- San Sano, Kirche im Ortsteil San Sano, die bereits im 13. Jahrhundert erwähnt wurde.[16]
- Compagnia del Corpus Domini, Kirche im Ortsteil Lecchi
- Oratorio dei Pianigiani, Kapelle/Oratorium nahe Casanova di Ama[17]
- Santuario dell’Annunciazione, auch Madonna a Brolio genannt, Ortsteil San Regolo. Entstand nach dem Unwetter von 1901 an der Stelle der Kirche SS. Annunziata, die 1420 entstand.[18]

## Sport
- Das Radrennen L’Eroica startet in Gaiole in Chianti.
- Von 2007 (erste Austragung) bis 2013 startete auch das Radrennen Strade Bianche in Gaiole in Chianti.

## Verkehr
Der Ort liegt an der Provinzstraße SP 408, die von Siena nach Montevarchi führt. Hier befindet sich die Anschlussstelle Valdarno an der Autostrada A1, ca. 25 km entfernt von Gaiole in Chianti. Die Anschlussstellen von Siena liegen ebenfalls ca. 25 km entfernt.